# دوس ناموزی انبامبا
دوس ناموزی ان‌ایامبا (متولد ۱۱ فوریه ۱۹۸۹) یک روزنامه‌نگار، تهیه‌کننده رادیویی و کارآفرین اجتماعی از جمهوری دموکراتیک کنگو (DRC) است که به توانمندسازی زنان از طریق آموزش و پرورش، با تأکید ویژه بر برابری جنسیتی و بهداشت قاعدگی، می‌پردازد. او همچنین رئیس هیئت مدیره یک فضای فرهنگی به نام Espace Culturel Kwetu Art است. فعالیت‌های او به‌طور گسترده‌ای بر بهبود شرایط زندگی زنان و دختران در جامعه متمرکز است، به ویژه از طریق افزایش آگاهی و دسترسی به منابع بهداشتی و آموزشی.

## زندگی‌نامه
ناموزی در ۱۱ فوریه ۱۹۸۹ در شهر بوکاوو، واقع در استان جنوب کیوو در زئیر (جمهوری دموکراتیک کنگو کنونی) به دنیا آمد.پدر و مادرش هر دو پرستار بودند و او یکی از هشت فرزند خانواده بود. زمانی که ناموزی هشت ساله بود، خانواده‌اش مجبور به فرار از خانه خود شدند و برای مدتی به عنوان پناهنده در بوکاوو زندگی کردند.
از دوران کودکی، ناموزی علاقه‌مند به روزنامه‌نگاری بود، اما با مخالفت‌ها و تبعیض‌های جنسیتی زیادی مواجه شد، زیرا بسیاری معتقد بودند این شغل مناسب زنان نیست.با این حال، او تسلیم نشد و در نهایت به آرزوی خود رسید. در دورانی که جمهوری کنگو درگیر جنگ بود، ناموزی به عنوان روزنامه‌نگار به گزارش‌دهی دربارهٔ موضوعات دشواری مانند کودکان سرباز سابق و تجاوزات جمعی پرداخت و صدای قربانیان این خشونت‌ها شد.
ناموزی در سال ۲۰۱۶ به عنوان مدیر برنامه‌های QS در رادیو MAMA فعالیت می‌کرد، یک ایستگاه رادیویی که به‌طور ویژه بر ارتقای برابری جنسیتی متمرکز بود. سپس در سال ۲۰۱۸، او رادیو MAMA را ترک کرد تا ابتکار Uwezo Afrika را تأسیس کند،یک سازمان غیرانتفاعی که هدف آن مبارزه با تابوهای مرتبط با قاعدگی از طریق آموزش و افزایش آگاهی در زمینه‌های جنسی و شغلی است. این سازمان با تمرکز بر کارآفرینی اجتماعی، به دنبال توانمندسازی زنان است.
علاوه بر این، Uwezo Afrika Initiative بسته‌های بهداشتی مرتبط با سلامت جنسی و قاعدگی را در میان زنان جمهوری کنگو توزیع می‌کند. این بسته‌ها شامل پدهای قاعدگی قابل شستشو و قابل استفاده مجدد هستند که به بهبود دسترسی زنان به محصولات بهداشتی پایدار کمک می‌کنند.

## جوایز
- لیست ۱۰۰ زن بی‌بی‌سی، 2020.[۹][۱۰]
- جایزه اقدام شجاعانه از مرکز مطالعات عدم خشونت و صلح دانشگاه رود آیلند، 2016.[۳]
- استناد «راهبردهای جدید برای توانمندسازی زنان» از UN WOMEN و کنگره جهانی مشارکت جهانی برای زنان جوان، 2012.[۳]

## زندگی شخصی
از سال ۲۰۲۲، ناموزی به همراه همسر و سه فرزندش در شهر بوکاوو زندگی می‌کرد.همسر او، پلاسید نیِنیِزی نتوله، وکیل دادگاه تجدید نظر در بوکاوو است.